# Little L
Little L è un brano musicale del gruppo funk inglese Jamiroquai, estratto come primo singolo dall'album A Funk Odyssey del 2001. La canzone è stata scritta da Jason Kay, ed è ispirata alla rottura della relazione fra lui e Denise van Outen, sua ex-fidanzata, per via dei suoi problemi di tossicodipendenza.
Il video del brano è stato diretto da Stéphane Sednaoui.

## Tracce
1. Little L (Single Edit) - 3:58
2. Little L (Wounded Buffalo Remix) - 5:08
3. Little L (Bob Sinclar Remix) - 5:35
4. Little L (Boris Dlugosch Remix) - 5:14
5. Little L (Video)

## Classifiche
| Classifica (2001) | Posizione più alta |
| ----------------- | ------------------ |
| Australia         | 14                 |
| Austria           | 53                 |
| Belgio (Fiandre)  | 40                 |
| Belgio (Vallonia) | 17                 |
| Finlandia         | 5                  |
| Francia           | 22                 |
| Germania          | 56                 |
| Irlanda           | 16                 |
| Italia            | 3                  |
| Norvegia          | 20                 |
| Nuova Zelanda     | 44                 |
| Paesi Bassi       | 51                 |
| Portogallo        | 5                  |
| Regno Unito       | 5                  |
| Spagna            | 1                  |
| Svezia            | 42                 |
| Svizzera          | 14                 |
| Ungheria          | 6                  |